# Zuidpolder (Terneuzen)
De Zuidpolder is een polder in Terneuzen, behorende tot de Polders tussen Axel, Terneuzen en Hoek, in de Nederlandse provincie Zeeland.
De polder, vroeger ook Zuidlandpolder genoemd, werd ingedijkt in 1617 en is 203 ha groot. Tegenwoordig is deze polder geheel met stedelijke bebouwing volgebouwd.
De stadswijk Zuidpolder, die een kleinere oppervlakte omvat, herinnert nog aan deze polder.